# Bicaz-Chei
Bicaz-Chei is een Roemeense gemeente in het district Neamț.
Bicaz-Chei telt 4798 inwoners.